# Ellősmonostora
Ellősmonostor vagy Ellés monostor  egy rom Csongrád közelében. A Bár-Kalán nemzetség nemzetségi monostoraként épült valamikor a 11. század vége, 12. század eleje körül.

## Története
Neve a latin Achilleus (Illés) névből ered. Első birtokosáról nevezték el. Ellős-, vagy Ellésmonostor nevét 1306-ban említette először oklevél. 1306—1326 között a Bár-Kalán nemzetséghez tartozó Szeri Pósák birtoka volt.
A középkori bencés szerzetesek által lakott háromhajós román stílusban épült monostor és a hozzá csatlakozó kolostorépület Csongrád közelében, a Tisza árterének egy kiemelkedő dombján épült, északi oldalához csatlakozó kis sekrestyével. A  monostor épülete a tatárjárás alatt ugyan erőssen megrongálódott, de később, a 13. század közepén újjáépítették. Ekkor a nyugati zárófalhoz két tornyot is építettek, az elpusztult sekrestye helyére pedig nagyobb méretű kápolnát emeltek. Ugyanekkor épült fel a kolostorszárny is, melynek udvarán egykor kút is állt, és kiszolgáló épülettként magtárak, konyha, műhelyek is tartoztak hozzá. A monostor szolgálónépei számára külön temetőkápolnát is építettek, majd a 15. században az épületeket mély árokkal is körülvették. A háromhajós bazilika belsejét márvány borította és kőfaragványok díszítették.
A török hódoltság idején a hely egyházi jelentősége megszűnt, a lakatlanul maradt épületek tégláit és köveit a környék lakói építkezéseikhez használták fel, mára csak a monostor alapfalai maradtak meg.